# 勇知站
勇知站（日语：／ Yūchi eki */?）是屬於北海道旅客鐵道（JR北海道）宗谷本線沿線的無人車站，位於日本北海道稚內市拔海村內，車站編碼為W77。站名源自於所在地「勇知」，由阿依努語中的「i-ot-i/」（「那個多的地方」，意為「多蛇之地」）演變而來。

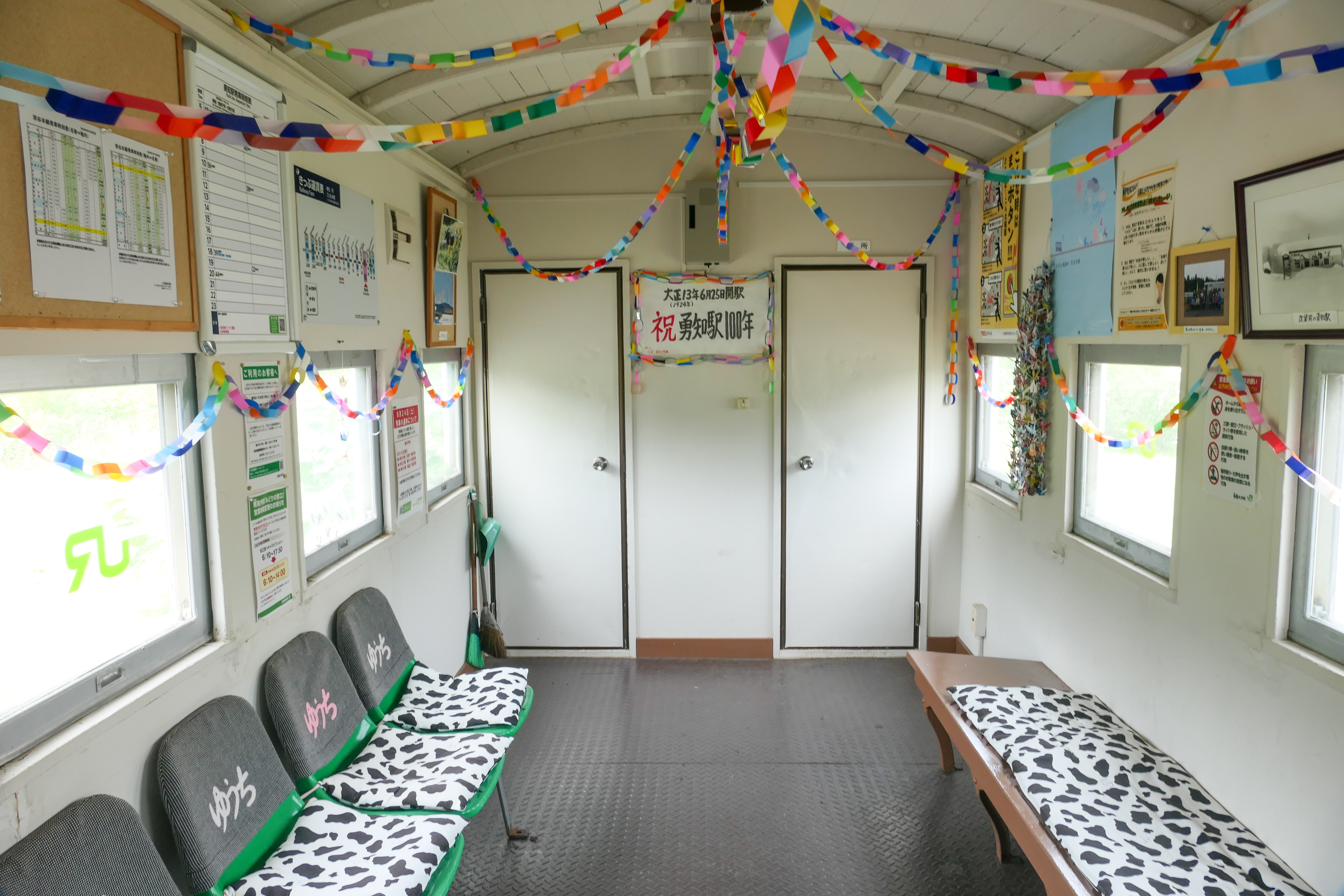
候車室內（2024年8月）

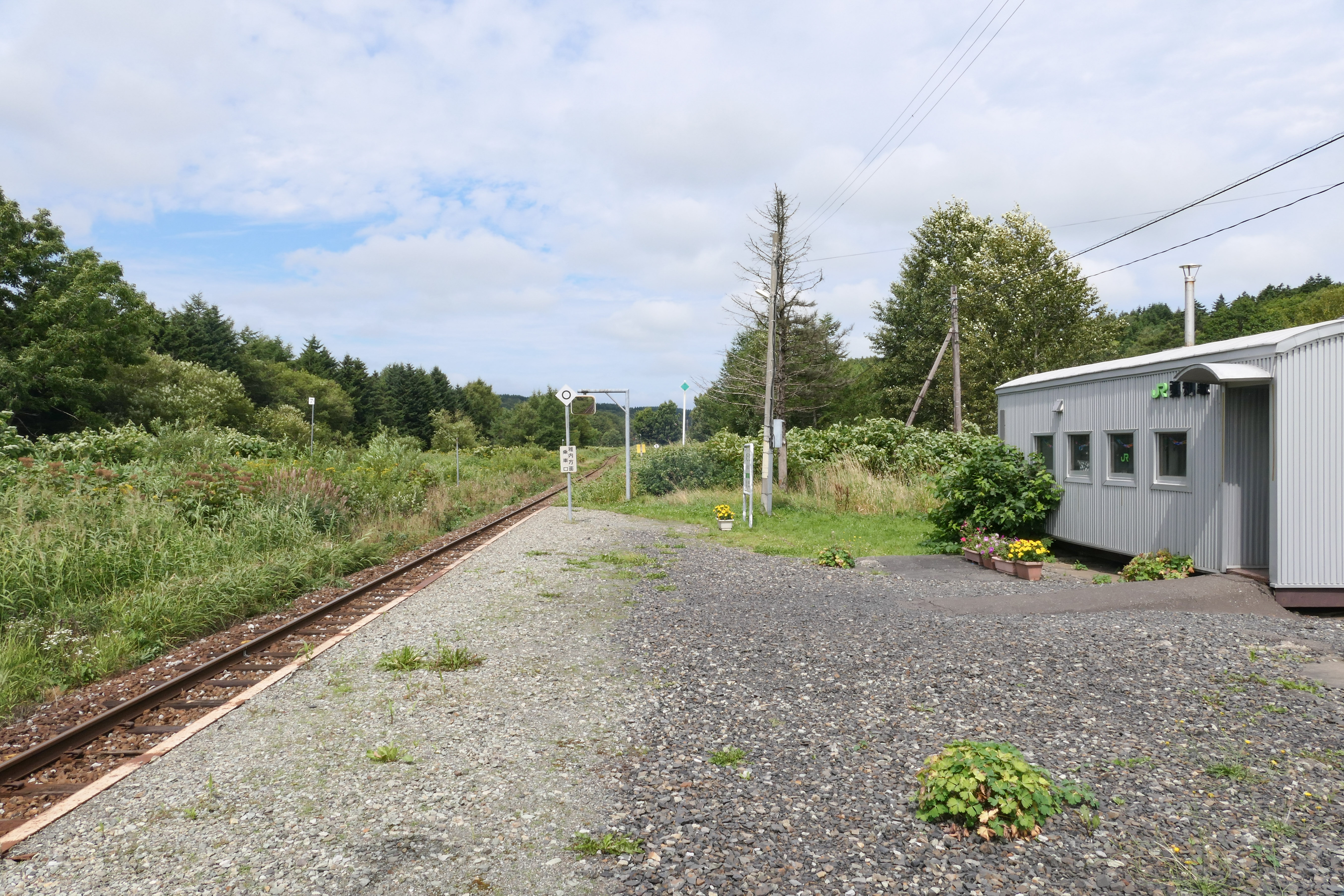
月台（2024年8月）

## 車站構造
本站為只設有一座側式月台和一條乘車線的地面車站和無人車站。站內的候車室以舊守車改裝而成，並設有洗手間。本站曾有分歧出簡易軌道通往下勇知地區，全長9.8公里，主要的目的是開發農業。

## 歷史
- 1924年6月25日：日本國有鐵道勇知站啟用。
- 1947年：簡易軌道勇知線全線開通。
- 1958年：簡易軌道勇知線廢線。
- 1982年11月15日：停辦貨運。
- 1984年2月1日：停辦行李托運服務。
- 1987年4月1日：日本國鐵分割民營化，勇知站劃歸由JR北海道繼承。
- 1980年代：車站建築改建。

## 車站周邊
附近有細小的村落。
- 稚內警署（日语：稚内警察署）勇知派出所
- 北海道立上勇知診療所
- 勇知郵局
- 稚內農業協同組合（JA稚内）勇知分所
- 稚内市立上勇知中小學校
- 觀光牧場「悠遊農場 （页面存档备份，存于）」
- 華工坊（あとりえ華） - 是當地出身的畫家高橋英生所開設的個人畫室兼咖啡廳
- 六花丘茶寮（餐廳、畫廊）
- 勇知川

## 相鄰車站
北海道旅客鐵道（JR北海道）
■宗谷本線
■特急「宗谷」、「佐呂別」
通過
■普通
兜沼（W76）－勇知（W77）－南稚內（W79）